# Why Do Birds Sing?
Why Do Birds Sing? är Violent Femmes femte studioalbum, släppt den 30 april 1991 på skivbolaget Reprise Records.

## Låtlista
1. American Music
2. Out The Window
3. Look Like That
4. Do You Really Want To Hurt Me? (cover på Culture Club)
5. Hey Nonny Nonny
6. Used To Be
7. Girl Trouble
8. He Likes Me
9. Life Is A Scream
10. Flamingo Baby
11. Lack Of Knowledge
12. More Money Tonight
13. I'm Free